# 徳光&所のスポーツえらい人グランプリ
『徳光&所のスポーツえらい人グランプリ』（とくみつアンドところのスポーツえらいひとグランプリ）は、1994年から2005年まで日本テレビ系列局で特別番組として放送された日本テレビ製作のスポーツバラエティ番組である。全21回。

## 番組内容
徳光和夫と所ジョージが司会を務めた特別番組で、春と秋の改編期や年末年始に放送されていた。基本的には、この番組以前に放送されていた『プロ野球好珍プレー大賞』とプロ野球以外のその他の種目ジャンルのアスリートたちの名珍場面から2段構成に分けられ、アスリートたちが持ち寄った選りすぐりの映像を各部門ごとに紹介・審査し、各部門から1作品の部門賞を決定。その中から最もアスリートの偉人とされるスポーツ映像に「えらい人グランプリ」を贈っていた。
2006年からは「えらい人グランプリ」を廃止し、『徳光&所の世界記録工場』と題して放送されるようになった。その後の2008年4月1日に、『徳光&所の復活えらい人グランプリ・15年分の偉人SP』と題して3年ぶりに復活した。

## 名物コーナー

### 長嶋さんがえらい理由（わけ）
徳光が崇拝する長嶋茂雄を褒め称えるコーナー。VTR前には徳光が長嶋を称える訓辞を述べ、VTR後には徳光が号泣するのがお約束になっていた。

### 松村邦洋の痛いスポーツ巡り
リポーター役の松村邦洋が様々なスポーツを体験していた企画。松村が危険な場面に遭遇し、痛い目や苦しい目に遭う様が爆笑を誘っていた。松村はサッカーのフリーキックやテニスのサーブを間近で見ようとしてボールが頭部に直撃したり、無呼吸で走るという陸上短距離走を体験するために粘着テープで口を塞ぎながら走ったりと、無謀な行為に体を張って挑戦していた。

### 夢のアンパンマンショー
一流スポーツ選手がアンパンマンに扮し、幼稚園を会場にしてアニメ『それいけ!アンパンマン』の着ぐるみショーを行っていたコーナー。格闘家の角田信朗扮するアンパンマンが氷柱割りを成功させたり、トランポリンプレイヤーの中田大輔扮するアンパンマンが宙返りをしたりとガチャピンを彷彿とさせるパフォーマンスを行っていたが、決して負けていないアンパンマンの活躍を目の当たりにした幼稚園児たちを大喜びさせた。また、敵役のばいきんまんにはプロレスラーの泉田純が扮したのだが、その際のコミカルな演技とアンパンマンと闘うときのパワー、耐久力が強烈な印象を残した。

### 夢の魔球に挑戦
野球漫画の魔球を実際に再現してみようという企画。『巨人の星』の大リーグボール2号・消える魔球（マウンドとホームベースの間に置かれた装置から煙が出てくるというもの）、『侍ジャイアンツ』の分身魔球（双子の兄弟が並んでマウンドに立ち、どちらが投げてくるのかが分からない状態にする）、ハイジャンプ魔球（トランポリンで高く飛んでから投球する）に、メジャーリーガーのボンズ、ジェイソン・ジアンビ、ウィリアムズが挑戦。いずれの魔球も当初は打者たちを戸惑わせていたが、最後には目が慣れていったことで打たれている。

## エピソード
2000年頃の特集内容は殆どが巨人のことばかりで、他球団のファンである共演者の松村邦洋や舞の海秀平などが無言の状態で放送終了したことがある。その際に、司会者の徳光は彼らに対して「仕方がない、これは巨人の番組なんですから」「うちの球団（巨人）」と冷やかしを入れていたため、巨人ファンの視聴者たちからも苦情が来た。

## 放送日
| 回数  | 放送日        |
| ----- | ------------- |
| 第1回 | 1994年9月30日 |
| 第2回 | 1995年10月8日 |
| 第3回 | 1996年3月31日 |
| 第4回 | 1996年10月6日 |
| 第5回 | 1997年4月1日  |
| 第6回 | 1997年10月5日 |
| 第7回 | 1998年3月28日 |

| 回数   | 放送日         |
| ------ | -------------- |
| 第8回  | 1998年10月3日  |
| 第9回  | 1999年3月31日  |
| 第10回 | 1999年9月30日  |
| 第11回 | 2000年5月28日  |
| 第12回 | 2000年12月28日 |
| 第13回 | 2001年3月31日  |
| 第14回 | 2001年12月27日 |

| 回数   | 放送日         |
| ------ | -------------- |
| 第15回 | 2002年3月18日  |
| 第16回 | 2002年12月14日 |
| 第17回 | 2003年3月20日  |
| 第18回 | 2004年1月2日   |
| 第19回 | 2004年3月20日  |
| 第20回 | 2005年1月3日   |
| 第21回 | 2005年3月26日  |

## スタッフ
- 構成：村上卓史ほか
- ナレーション：内海賢二ほか
- AD：寺嶋重人、藤原美香、清鶴耕平、申東珠、加藤万紀子
- ディレクター：吉村真人、西村明浩、藤田飛鳥、藤本直樹、長谷川孝、鈴木孝志、興石孝宏
- 演出：熊谷暁夫
- プロデューサー：伊東修／栄永英幸、池上昌志、五十嵐貢、金佐智絵
- 総合演出：髙橋利之
- チーフプロデューサー：柏木登 → 小湊義房 → 中山良夫 → 今村司
- 制作協力：安寿、AX-ON（旧・NTV映像センター）、passion、マイプラン
- 製作著作：日本テレビ